# SAR-Lupe

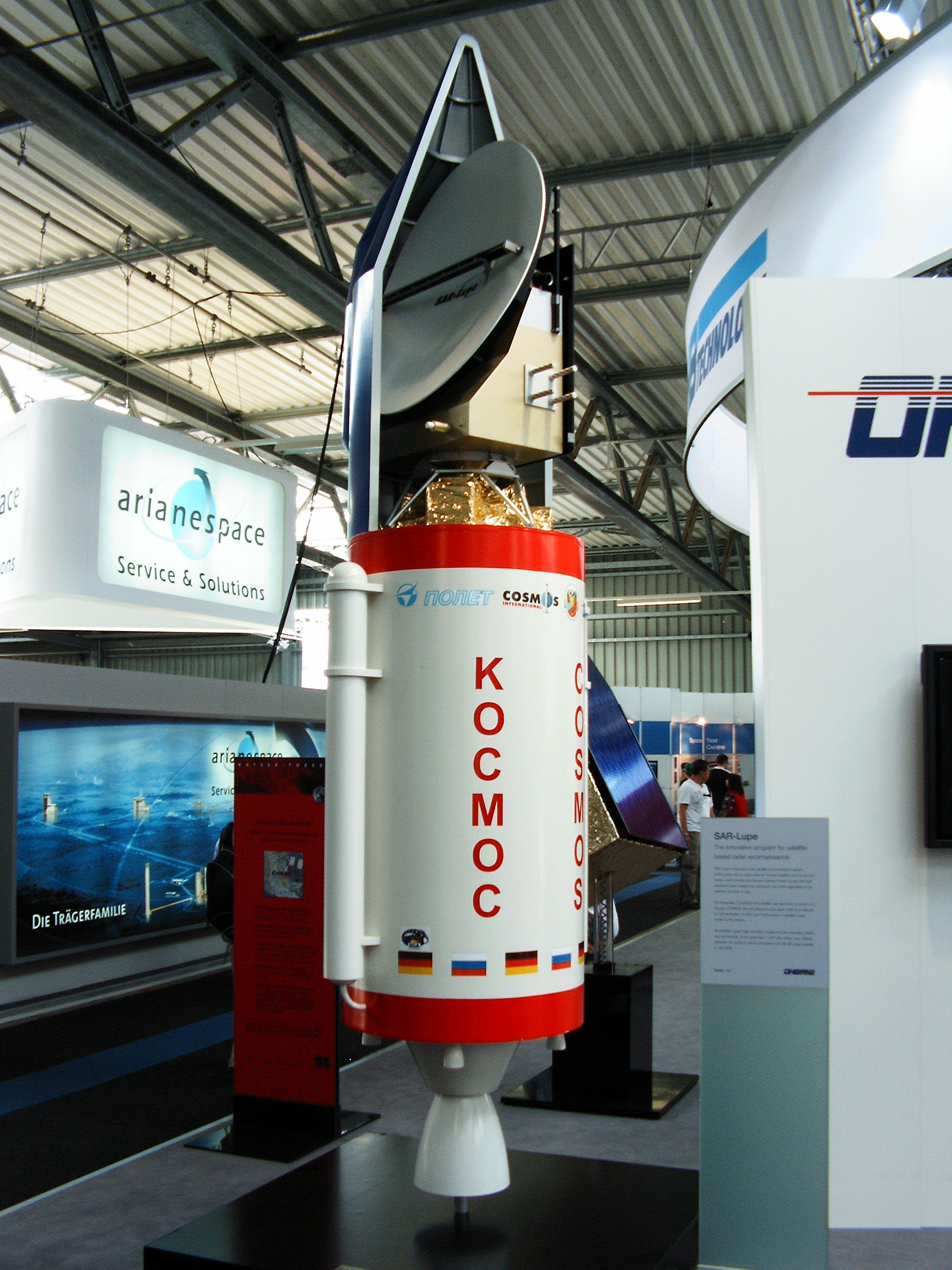
Modell von SAR-Lupe und Oberstufe der Kosmos-3M

SAR-Lupe ist ein deutsches Aufklärungssatellitensystem. Es besteht aus fünf identischen Kleinsatelliten und einer Bodenstation (Erdfunkstelle) zur Satellitenkontrolle und zur Bildauswertung. Es ist das weltweit dritte Aufklärungssystem mit Synthetic Aperture Radartechnik (SAR), welches unabhängig von Wetter und Tageszeit hochauflösende Bilder von jedem Punkt der Erde liefern kann. Davor waren solche Systeme nur in den USA und Russland in Gebrauch, inzwischen auch in Japan und Italien. Benutzbar ist das globale Erkundungssystem seit Dezember 2007, das volle Leistungsspektrum wurde im Jahre 2008 erreicht.

## Technik

### Generelle Werte zu den Satelliten
Die Satelliten wurden in den Jahren 2006 bis 2008 mit russischen Kosmos-3M-Trägerraketen vom Weltraumbahnhof Plessezk (Nordrussland) ins All gebracht. Der erste Satellit befindet sich seit Dezember 2006 im Orbit und konnte im Januar 2007 erfolgreich in Dienst gestellt werden.
Als weitere Satelliten folgten SAR-Lupe 2 am 2. Juli 2007, SAR-Lupe 3 am 1. November 2007, SAR-Lupe 4 am 27. März 2008 und SAR-Lupe 5 am 22. Juli 2008.
Das Gewicht eines einzelnen Satelliten beträgt ca. 720 Kilogramm, seine Größe wird mit 4 × 3 × 2 Metern angegeben. Die geschätzte Lebensdauer beträgt mindestens 10 Jahre, bei einer erwarteten Verlässlichkeit von 97 Prozent pro Jahr. Die durchschnittliche Leistungsaufnahme wird mit ca. 250 Watt angegeben.
Die Satelliten kreisen in drei verschiedenen Bahnebenen auf annähernd polaren Umlaufbahnen mit einer Inklination von 98 Grad und einer mittleren Bahnhöhe von 500 km.
Da sowohl die Solarzellen als auch die Richtantennen nicht schwenkbar auf dem Satelliten angebracht sind, muss der Satellit je nach Einsatzmodus unterschiedlich ausgerichtet werden. Die Ausrichtung erfolgt mit Hilfe von Magnetspulen und Reaktionsrädern. Darüber hinaus werden Hydrazin-Triebwerke zur Orbitalkontrolle eingesetzt.

### Bildgebende Verfahren

#### Radar
Die Satelliten benutzen ein Synthetic Aperture Radar (SAR), mit dem von jedem Licht- und Wetterverhältnis unabhängig Bilder gewonnen werden können. Die SAR-Technik erlaubt durch mehrfaches Aufnehmen eines Zieles aus verschiedenen Winkeln und mit entsprechender Nachbearbeitung der Daten eine erheblich höhere Auflösung als ein vergleichbares normales Radar. Die Impulsfolgefrequenz für eine Aufnahme in der „Hochauflösungs-Betriebsart“ (Spot-light) wird ca. 11 Sekunden nacheinander punktuell fokussiert abgestrahlt, die dabei abgegebene Leistung unterliegt der Geheimhaltung. Die parabolische Radarantenne hat einen Durchmesser von ca. 3 m und ist unbeweglich am Satelliten montiert, er muss also komplett gedreht werden, um ein Ziel anzuvisieren.
Radartechnik hat gegenüber Optik neben der Wetterunabhängigkeit noch weitere Vorteile für die militärische Aufklärung: So können Höhenunterschiede besser gemessen und Bewegungsgeschwindigkeiten bestimmt werden. Da Radarwellen von Wasser und Metall besonders gut reflektiert werden, können Menschen und technische Geräte (z. B. Fahrzeuge oder auch Minen) besonders gut erkannt werden. Teilweise kann auch durch Bäume oder Tarnnetze hindurch aufgeklärt werden. Jedoch ist es technisch zumindest möglich, mit Hilfe eines Störsenders (Jammers) das Radar zu behindern oder gar zu blockieren.

#### Einsatzmodi und die „Lupen“-Fähigkeit
Der Überflug kann in den Modi 'Strip-Map' (normal, Geschwindigkeit über Boden ca. 7 km/s, geeignet zur großflächigen Beobachtung) sowie 'Spot-light' (hochauflösend) erfolgen: bei letzterem dreht sich der Satellit so, dass die Bewegung gegenüber dem Boden (zumindest teilweise) ausgeglichen wird und somit eine höhere Auflösung erzielt werden kann.
Der Name „Lupe“ kommt von der Fähigkeit, besonders interessante Ziele mit deutlich höherer Auflösung aufzunehmen. Nach Herstellerangaben ist dies bislang einmalig. Dies wird ermöglicht u. a. durch Kombination der SAR-Technik (möglicherweise auch mit zwei oder mehr Satelliten gleichzeitig) und des Spot-light-Manövers im Verbund mit der bildbearbeitenden Software, die die Parameter zusammenfasst. Beim Einsatz der Lupe wirkt physikalisch gesehen insbesondere jede Bewegung des Zieles negativ bezüglich des Auflösungsvermögens, darum sollte das Zielobjekt möglichst statisch sein. Es ist nicht öffentlich bekannt, wie sich gerade das Spot-light-Manöver auf Energieverbrauch und Datenmenge (Speicherplatz und Übertragungsbandbreite) auswirkt. Ebenfalls unbekannt sind die benötigte Zeit, um den Satelliten erneut in Aufnahmeposition zurückzubringen und wie oft ein solches Mitziehmanöver durchführbar ist. Drallstabilisation und Flugbahnregelungsoperationen verbrauchen kontinuierlich Energie, die teilweise durch Solarzellen ausgeglichen werden kann.

#### Auflösung
Im Lupenmodus können Auflösungen von unter einem Meter erreicht werden. Diese Angabe bezieht sich dabei möglicherweise nur auf die Vertikalauflösung (längs der Flugrichtung). Zu beachten ist, dass der Neigungswinkel des Satelliten zum Zielgebiet die Auflösung ebenfalls beeinflusst. Laut Hersteller ist die Auflösung höher als die amerikanischer und russischer Radarsatelliten. Die Beispielfotos des Herstellers haben Kantenbreiten von 5,5 km × 5,5 km bei „höchster Auflösung“ und 60 km × 8 km bei „hoher Auflösung“. Die Breite dürfte dabei tatsächlich durch die Radartechnik begrenzt sein, die Länge (im Strip-Map-Modus) entweder durch die interne Datenverarbeitung oder die Stromversorgung. Sicher ist jedoch, dass eine wirkliche Flächenabdeckung nur mit wesentlich mehr Satelliten möglich ist; eine Beschränkung, die jedes Satellitensystem hat. Genaue Angaben zur Auflösung bezüglich Höhe und Geschwindigkeit sind nicht öffentlich verfügbar.
Bei sämtlichen technischen Werten zur Leistungsfähigkeit handelt es sich um Mindestangaben, die tatsächliche maximale Auflösung kann also erheblich höher liegen.
Bekannt gegeben wurde bereits, dass sich unter einem deutschen ISAF-Feldlager in Afghanistan eine bisher unbekannte Gräberstätte im gewachsenen Boden befindet, die die SAR-Lupe bereits 2007 aufgespürt hat.

### Bodenstation
Die Bodenstation wurde von 2004 bis 2006 in Gelsdorf
bei Bonn errichtet.
Die Bodenstation ist unterteilt in zwei Segmente, das Nutzer- (NBS) und das Satelliten-Bodensegment (SBS). Ersteres übernimmt im Wesentlichen die Zielauswahl und Auswertung der Bilder, das SBS kümmert sich um die technische Steuerung, Datenaustausch und Bilderzeugung (der Satellit nimmt selbst keine Vorverarbeitung vor, sondern liefert nur Rohdaten).

### Übertragung der Daten an die Bodenstation
Eine Verbindung zur Bodenstation ist grundsätzlich nur möglich, wenn sich der Satellit in ihrer Reichweite befindet. Aus diesem Grunde müssen die aufgenommenen Daten zunächst gespeichert werden, bevor sie an die Bodenstation übermittelt und weiterverarbeitet werden können. Aufgrund des zur Verfügung stehenden Bordspeichers von etwa 128 GB ist die Anzahl der Bilder pro Tag auf ca. 30 begrenzt (möglicherweise wird diese Beschränkung aber auch durch die Stromversorgung oder Übertragungsbandbreite gesetzt).
Für die Datenübertragung wird das X-Band benutzt (über den gleichen Parabolspiegel wird das Radar abgestrahlt), Steuerungs- und Telemetrie-Daten werden verschlüsselt über S-Band ausgetauscht (direkt mit der Bodenstation oder über Intersatellitenlink).
Die Antwortzeit (Zeit von der Anfrage bis zur Rückgabe der Bilder) beträgt maximal 36 Stunden. Der Hersteller gab an, dass die Antwortzeit durchschnittlich 11 Stunden beträgt und 95 % der Anfragen in weniger als 19 Stunden beantwortet werden können. Die Bundeswehr plant eine weitere Bodenstation im schwedischen Kiruna, um schneller Daten übertragen zu können.

## SAR-Satelliten

### SAR-Lupe 1
Der erste Satellit wurde am 21. September 2006 an das Bundesamt für Wehrtechnik und Beschaffung ausgeliefert. Vor dem Start durchlief der Satellit umfassende Testreihen im Satellitentestzentrum der IABG in Ottobrunn.
Für den Start musste die Kosmos-3M-Trägerrakete modifiziert werden, da die SAR-Lupe-Satelliten für die Standardversion zu groß sind. Eine spezielle Anpassung der Nutzlastverkleidung schaffte Abhilfe. Die neue Nutzlastverkleidung wurde Anfang 2005 bei einem Flug der Kosmos 3M mit einem russischen Satelliten erfolgreich getestet.
SAR-Lupe 1 wurde am 19. Dezember 2006 um 14:00:19,562 Uhr (MEZ) in Plessezk mit einer Kosmos-3M-Rakete gestartet. Etwa 90 Minuten später wurden erste Daten empfangen. Der Satellit hat seinen Orbit erreicht, ist stabil, reagiert auf Kommandos und sendet Daten.
Am 8. Januar 2007 wurde die Satellitenkontrolle an die militärische Bodenstation übergeben. Am 19. Januar 2007 meldete der Bremer Hersteller OHB Technology, dass die Funktionsfähigkeit der gesamten Bildaufnahmekette (Radaraufnahme, Lagekontrolle, Übermittlung, Verarbeitung) demonstriert sei: in allen Aufnahmemodi wurden erfolgreich Bilder in der erwarteten Qualität geliefert.

### SAR-Lupe 2
SAR-Lupe 2 wurde am 2. Juli 2007 um 19:38:41 Uhr UTC mit einer Kosmos-3M-Trägerrakete vom russischen Weltraumbahnhof Plessezk südlich von Archangelsk gestartet. Der Radarsatellit wurde rund eine halbe Stunde später in seinem erdnahen Orbit in ca. 500 km Höhe ausgesetzt. Ein erstes Lebenssignal wurde um 20:41 Uhr UTC über die Bodenstation Kerguelen im südlichen Indischen Ozean empfangen. Der direkte Kontakt zwischen Kontrollzentrum und Satellit wurde wie geplant 92 Minuten nach dem Start hergestellt. SAR-Lupe 2 funktioniert nach ersten Tests im Orbit einwandfrei, so dass mit der Inbetriebnahme bereits in der Nacht begonnen wurde. Das Ausklappen des Antennenarms war erfolgreich.

### SAR-Lupe 3
SAR-Lupe 3 wurde im Herbst 2007 fertiggestellt und ist am 1. November 2007 mit einer Kosmos-3M-Trägerrakete vom russischen Weltraumbahnhof Plessezk aus erfolgreich gestartet. Bei diesem Start befand sich die experimentelle Kommunikationsnutzlast Rubin-7/AIS als zusätzlicher Passagier an Bord der Rakete.

### SAR-Lupe 4
Am 27. März 2008 um 18:15 MEZ wurde SAR-Lupe 4 erfolgreich gestartet. Der Start war wegen schlechter Wetterbedingungen zuvor zweimal verschoben worden.

### SAR-Lupe 5
Der fünfte und vorerst letzte Satellit des Systems wurde am 22. Juli 2008 um 4:40 Uhr MESZ erfolgreich mit einer Kosmos-3M-Trägerrakete vom russischen Weltraumbahnhof Plessezk aus gestartet.

## Entstehungsgeschichte und Herstellung
Das SAR-Lupe System gilt als Low-Cost-Lösung: das Vorgängerprojekt Horus wurde abgebrochen, da die Kosten von bis zu 5 Milliarden DM der Bundesregierung zu hoch waren. So wurde 1998 mit Arbeiten am SAR-Lupe-System begonnen, das ursprünglich nur noch ca. 370 Millionen Euro kosten sollte. Im Bundeswehrplan 2008 werden die aktuellen Gesamtkosten mit 746 Millionen Euro angegeben. Dies wurde zum einen durch Einschränkungen der Leistungsfähigkeit erreicht (so kann zum Beispiel das Radar nicht geschwenkt werden, stattdessen muss der gesamte Satellit gedreht werden), vor allem aber durch die Verwendung bereits existierender Einzelteile, die Kleinsatellitenbauweise sowie durch die Vergabe der Unteraufträge an den jeweils günstigsten Zulieferer (weniger als die Hälfte der Einzelteile kommen aus Deutschland). Der endgültige Vertrag  wurde schließlich am 17. Dezember 2001 unterzeichnet.

### Auftraggeber
Das System untersteht der Bundeswehr, Auftraggeber waren das deutsche Bundesministerium der Verteidigung (BMVg) und das Bundesamt für Wehrtechnik und Beschaffung (BWB). Die Zentrale Abbildende Aufklärung (ZAbbAufkl), eine Ausgliederung der „Abteilung Abbildende Aufklärung und Objektbearbeitung“ des Kommando Strategische Aufklärung (KdoStratAufkl oder KSA), betreibt das Nutzerbodensegment.
Folgende Dienststellen können das System in Anspruch nehmen:
- Einsatzführungskommando der Bundeswehr (EinsFüKdo Bw)
- Führungskommandos der Teilstreitkräfte (TSK FüKdo)
  - Kommando Heer (Kdo H)
  - Kommando Luftwaffe (Kdo Lw)
  - Marinekommando (MarKdo)
- Zentrum für Geoinformationswesen der Bundeswehr (ZGeoBw)

### Auftragnehmer
Die Herstellung des SAR-Lupe-Systems unterliegt einem Konsortium europäischer Unternehmen, angeführt von der OHB-System AG, der auch die Gesamtleitung obliegt und die das Satellitenbodensegment betreibt.
Auftragnehmer für den Satellitenbus sind OHB-System, Carlo Gavazzi Space, OHB Teledata, STS Systemtechnik Schwerin und RTG Aero-Hydraulic sowie für die SAR-Nutzlast Tesat-Spacecom, Thales Alenia Space, SAAB Space und RST Radar Systemtechnik. Neben OHB sind für das Bodensegment OHB-System, Carlo Gavazzi Space und EADS verantwortlich. Für die Satellitenstarts wurden Cosmos und Rosoboronexport beauftragt, mit der Start- und Inbetriebnahmephase das DLR GSOC. RST war verantwortlich für die Auslegung der SAR-Sensoren und die Entwicklung des SAR-Prozessors und weitere Systeme zur Sicherstellung der Bildqualität.

### Kooperationen (E-SGA und FSLGS)
Am 30. Juli 2002 wurde in Schwerin ein Kooperationsvertrag mit der französischen Armee geschlossen, die das Helios-System zur optischen Satellitenaufklärung verwendet. Da sich die beiden Systeme gut ergänzen, sollen sie gekoppelt werden. Die Schnittstelle, die es dem französischen Militär ermöglicht, Zugriff auf die SAR-Lupe Satelliten zu erhalten, heißt FSLGS („French SAR-Lupe Ground Segment“). Im Gegenzug stellen die Franzosen eine Zugriffsmöglichkeit auf das Helios-System zur Verfügung.
Am 1. Dezember 2006 erhielt die OHB Technology vom Bundesamt für Wehrtechnik und Beschaffung den Auftrag zur Realisierung des Aufklärungsverbundes. Das Auftragsvolumen beträgt rund 87 Millionen Euro.
Es wird gehofft, dass sich auch andere EU-Staaten mit weiteren Satelliten beteiligen. Ziel ist dabei, mittelfristig einen gemeinsamen Aufklärungsverbund für die EU zu schaffen. Dies wurde schon in der technischen Planungsphase berücksichtigt: das System ist modular aufgebaut und leicht erweiterungsfähig. Der gesamte multinationale Systemverbund wird unter dem Namen E-SGA („Europäisierung der satellitengestützten Aufklärung“) entwickelt.

## Nachfolgesystem
Die Bundeswehr plant, für ca. 800 Mio. Euro drei neue Satelliten anzuschaffen. Die Gesamtleitung des Projektes liegt wiederum bei der Bremer Firma OHB-System AG. Die Satelliten des neuen Systems mit dem Namen SARah sollten ursprünglich nach Verzögerungen und gemäß Planungsstand von Anfang 2019 bis spätestens September 2021 in ihre Umlaufbahn gebracht werden. 
Dies wurde dann auf 2022 verschoben und der Start des ersten Satelliten am 18. Juni 2022 durchgeführt. Sie sollen die bisherigen SAR-Lupe-Satelliten ergänzen und später ersetzen. Die drei neuen Satelliten (zwei mit der bisherigen Radartechnik, einer mit einem sog. Phased-Array-Radar) werden größer sowie leistungsfähiger sein.
Zudem soll für 170 Mio. Euro auch ein Satellit für die optische Aufklärung angeschafft werden, um die diesbezügliche Abhängigkeit von Frankreich zu verringern.